# Свято-Пантелеймонівська церква (Куяльник)
Свято-Пантелеймонівська церква — пам'ятка архітектури місцевого значення, розташована в околицях санаторію Куяльник.

## Історія
Побудована в 1886 році (хоча на табличці на будівлі церкви стоїть рік 1888) на кошти таємного радника Григорія Маразлі, який виділив на споруду 12000 рублів.
Під час закладки будівлі в підставу церкви була закладена металева дошка з вигравіруваним на ній написом: «6 травня 1886 закладено основу церкви з училищем при ній на березі Куяльницького лиману».
Наприкінці літа 1886 будівництво споруди (або спорудження будівлі) храму та школи було закінчено. 31 серпня 1886 відбулося освячення церкви, яке здійснив Високопреосвященний Никанор, архієпископ Херсонський та Одеський.

## Опис
Будівля церкви кам'яна. Споруду названо на честь великомученика Пантелеймона. До сьогодення збереглася у дуже зміненому перебудованому вигляді. Автор проекту — архітектор Аркадій Дмитрович Тодоров.